# シェカワティ語
シェカワティ語（シェカワティご、英: Shekhawati language）はインド語派に属するラージャスターン語の主要な方言のひとつである。インドのラージャスターン州のシェカワティ地方で話されている。シェカワティ語の話者数はおよそ300万人である。

## 言語名別称
- Shekhawati-Marwari

## 方言
- Jhunjhunu-Churu (swv-jhu)
- Sikar (swv-sik)

## 関連項目

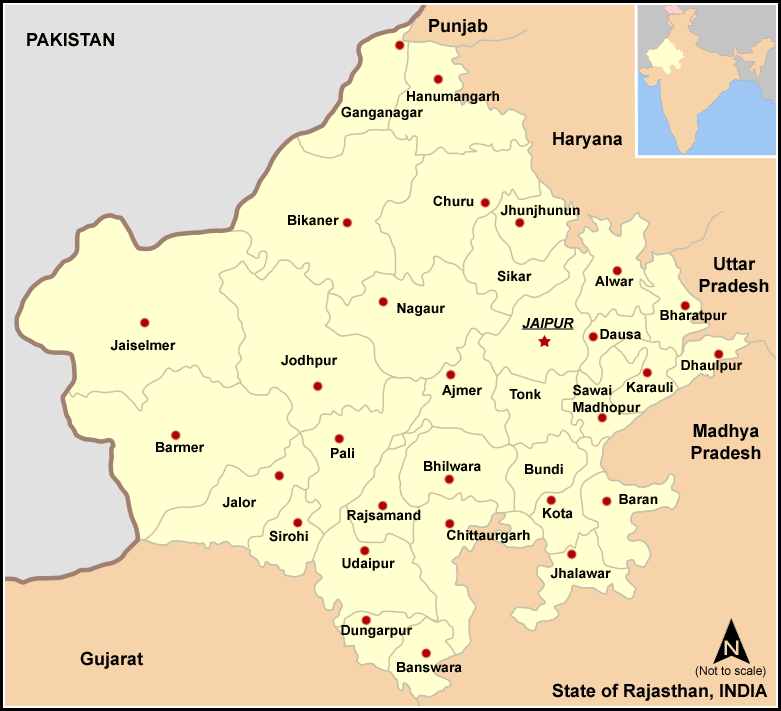
ラージャスターン州